# Jan van Borssum Waalkes
Jan van Borssum Waalkes (* 25. November 1922 in Groningen; † 12. Oktober 1985) war ein niederländischer Botaniker. Sein botanisches Autorenkürzel lautet „Borss.Waalk.“.

## Leben und Wirken
Jan van Borssum Waalkes nahm 1941 das Studium der Biologie an der Universität Groningen auf. Nach kriegsbedingter Unterbrechung 1943 bis 1945 schloss er sein Studium mit dem Kandidatsexamen 1946 ab; 1949 folgte das Doktorexamen. 1950 kam er als Assistent an das Herbarium Bogoriense in Bogor auf der indonesischen Insel Java, wo er bis 1957 blieb. In dieser Zeit bildeten die Malvengewächse (Malvaceae) seinen Forschungsschwerpunkt; er sammelte Pflanzen unter anderem auf Java, Krakatau, Sumatra und den Molukken. Seine botanischen Forschungen auf Krakatau unternahm er nach dem Vulkanausbruch des Krakatau vom Oktober 1952; in der indonesischen Zeitschrift Penggemar Alam beschrieb er seine diesbezüglichen Erfahrungen.
Nach seiner Rückkehr in die Niederlande war er ab 1961 wissenschaftlicher Mitarbeiter am Botanischen Garten Groningen. 1966 erhielt er den Doktorgrad von der Universität Leiden mit seiner Promotionsschrift Malesian Malvaceae revised.

## Schriften (Auswahl)
- The Krakatau-islands after the eruption of October 1952. In: Penggemar Alam. Band 34, 1954, S. 97–104.
- Notes on Malaysian Malvaceae. 1956.
- Malesian Malvaceae revised. 1966 (Digitalisat [PDF] Doktorarbeit).